# A Monster Like Me
Chansons représentant la Norvège au Concours Eurovision de la chanson
Silent Storm
(2014) Icebreaker
(2016)
A Monster Like Me (en français « Un monstre comme moi ») est la chanson de Mørland et Debrah Scarlett qui représente la Norvège au Concours Eurovision de la chanson 2015 à Vienne, en Autriche.
Le 21 mai 2015, lors de la 2de demi-finale, elle termine à la 4e place avec 123 points et est qualifiée pour la finale le 23 mai 2015, au cours de laquelle elle termine à la 8e place avec 102 points.